# 洛蘭市鎮
洛蘭市鎮（丹麥語：Lolland Kommune）是丹麥的一個市鎮，位於第四大島洛蘭島西部，並含法伊島、費姆島等附屬島嶼，隔朗厄蘭海峽與朗厄蘭島相望，隔費默海峽與德國費馬恩島相望，屬西蘭大區。面積891.92平方公里，2009年人口47,757人。行政中心为馬里博，最大城鎮納克斯考。
2007年1月1日由原馬里博和其他六個市鎮合併而成。